# Ibinaga
Ibinaga es un barrio del municipio de Ibarranguelua (en euskera y oficialmente Ibarrangelu), dentro de la reserva de Urdaibai, en la provincia de Vizcaya, País Vasco (España).

## Situación
Se encuentra situado en la zona Norte del municipio, lindando al Este por el barrio de Arbóliz, Sur por los de Elejalde y Ibaetas, al oeste con Lastárria y al norte con el municipio de Elanchove.
El barrio es cruzado por la   BI-2237 
con terminación en Elanchove, además de ser el extremo Oeste de la 
  BI-3238  Ibarranguelua a Lequeitio.

## Transporte
La línea A3513 de Bizkaibus entre Bilbao y Lequeitio tiene parada en este barrio.
La línea A3526 de Bizkaibus entre Guernica y Ibarranguelúa por las playas tiene final de trayecto en este barrio.